# Represa de Besshi
La represa de Besshi (別子ダム Besshi-damu?) es una represa que se encuentra en el curso del río Dōzan, en el distrito Besshiyama (別子山?) de la ciudad de Niihama, prefectura de Ehime.

## Características
Tiene una altura de 71 metros y está construida en hormigón. Se utiliza para proveer de agua a las industrias y para generación de energía hidroeléctrica.
Fue construida en el año 1965 por Sumitomo. El agua de la represa se utiliza para generar energía hidroeléctrica en el Generador Hidroeléctrico Tonaru (水力発電所東平 Suiryokuhatsudensho Tōnaru?). Su capacidad de generación máxima es de 20.000 kv.